# Панов, Валерий Матвеевич
Вале́рий Матве́евич Пано́в (фамилия до первого брака — Шу́льман; 12 марта 1938, Витебск, СССР — 3 июня 2025, Ашдод, Израиль) — артист балета, балетный педагог и балетмейстер, в 1974 году эмигрировавший из СССР в Израиль. Солист Михайловского (1957—1964) и Мариинского (1964—1972) театров, создатель и художественный руководитель театра «Театр-балет Панов Ашдод» (Израиль). Заслуженный артист РСФСР (1970), лауреат Государственной премии РСФСР имени Глинки (1970).

## Биография
Валерий Матвеевич Шульман (впоследствии сменил свою фамилию на фамилию первой жены, балерины Лии Пановой) родился 12 марта 1938 года в городе Витебске.
В возрасте семи лет, после просмотра спектакля «Лебединое озеро», заинтересовался искусством балета. Учился балету в Москве и Ленинграде, некоторое время работал в качестве танцовщика в Вильнюсском театре оперы и балета. Затем поступил в Ленинградское хореографическое училище, которое окончил 1957 году по классу Семёна Каплана. После выпуска был принят в балетную труппу Ленинградского Малого театра оперы и балета, где танцевал по 1964 год. Исполнял сольные партии в спектаклях Константина Боярского, Фёдора Лопухова, Петра Гусева, Александра Варковицкого. Лучшими работами Панова в этом театре стали роли Петрушки в «Петрушке», Хулигана в «Барышне и хулигане», Дафниса в «Дафнисе и Хлое».
В 1964 году Панов перешёл работать в Театр оперы и балета имени С. М. Кирова, где танцевал до 1972 года. Дебютировал в партии Базиля в балете «Дон Кихот». Был первым исполнителем главных мужских партий в балетах «Страна чудес» Леонида Якобсона «Горянка» Олега Виноградова, «Гамлет» Константина Сергеева. 12 июня 1970 года танцовщик был удостоен звания заслуженного артиста РСФСР. В том же году за исполнение партии Османа в балете «Горянка», наряду с другими создателями и исполнителями спектакля, он был удостоен Государственной премии РСФСР. Балетмейстер Олег Виноградов так описывает впечатления от совместной работы с Валерием Пановым над этим спектаклем:

Оба исполнителя — особенно Панов — представляли самый ценный и дорогой для меня тип танцующего актёра: их темперамент органично сливался с эмоциональностью хореографии. Отделить, где — танец, где — пластическая фраза, где — эмоция, оказывалось невозможно. Всё составляло единый образ роли и спектакля! Влюблённый в свою роль, Валерий Панов пошёл на беспрецедентный поступок. По сюжету Осман — гордый горец, умоляющий героиню в конце спектакля вернуться к нему: он доходит до крайнего самоуничижения — встаёт на колени перед женщиной (что по местным законам невозможно!) и, снимая папаху, кладет её к ногам Асият. Голова под папахой, как предписывает мусульманский закон, должна быть обритой. Разумеется, мы заклеивали волосы исполнителей специальным «монтюром» (так называется специальная накладка, создающая вид бритой или лысой головы), а сверху надевали папаху. На премьере, затаив дыхание, все мы ждали этой самой драматической кульминации балета. И вот Валерий снимает папаху, и мы видим, что у него — гладко выбритый череп! Не только Комлева — Асият, но и мы все за кулисами (а я редко смотрю спектакли из зала) не сдержали возгласа потрясения! Живший законами искусства, правды и своего фантастического таланта, еврей Валерий Панов (настоящая фамилия Шульман), не задумываясь, остриг волосы и побрил голову, перевоплотясь в правоверного мусульманина. Работа над «Горянкой» нас сблизила, мы стали с Пановым друзьями. <…>. И Валерий Панов, и Олег Соколов тоже получили за «Горянку» Государственную премию РСФСР. — Олег Виноградов
В 1974 году Валерий Панов эмигрировал в Израиль. В следующем году он дебютировал на Западе в качестве танцовщика в балетах «Щелкунчик» П. И. Чайковского и «Петрушка» И. Ф. Стравинского. В 1977 году он стал солистом и балетмейстером театра «Немецкая опера», где поставил такие балеты, как «Золушка», «Весна священная», «Идиот», «Война и мир». В 1978 году в Нью-Йорке опубликовал свою автобиографию под названием To Dance («Танцевать»).
Более 25 лет Панов танцевал и ставил спектакли в различных театрах Европы и Америки, среди которых Балет Сан-Франциско, Берлинская государственная опера, Венская государственная опера. В 1984—1986 годах он возглавлял Королевский балет Фландрии, с 1991 года руководил балетной труппой Боннского театра оперы и балета.
Вернувшись в Израиль в 1998 году, организовал здесь собственную труппу «Театр балета „Панов-Ашдод“».
Умер 3 июня 2025 года в возрасте 87 лет.

### Личная жизнь

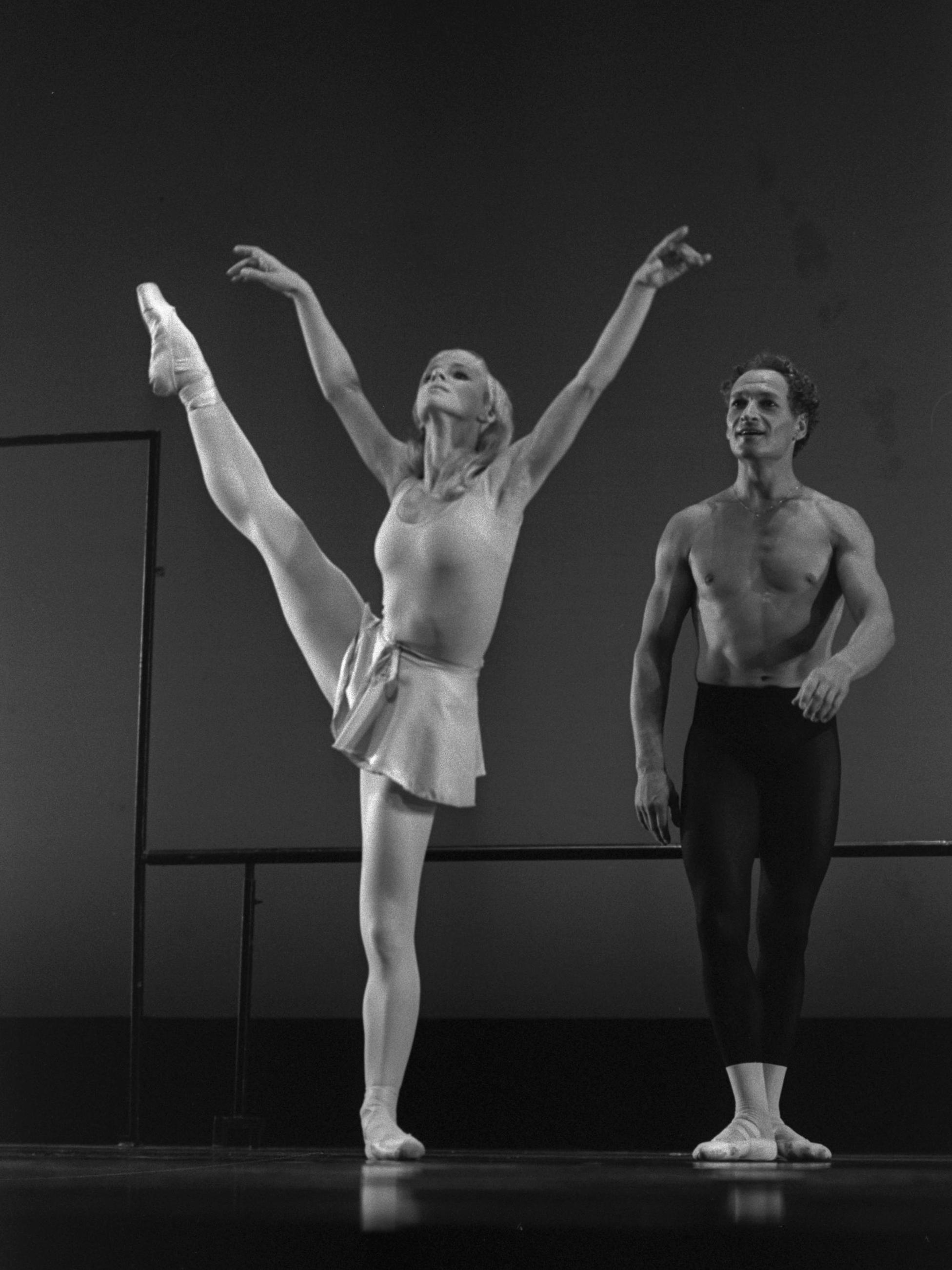
Галина и Валерий Пановы на репетиции «Послеполуденного отдыха фавна», 1977 г.

Первая жена — балерина Лия Панова (взял её фамилию), у них родился сын Андрей Панов (впоследствии стал первым панком в Ленинграде и СССР). Вторая жена — балерина Галина Панова-Рагозина (их сын Матвей родился уже в Иерусалиме). Третья жена, Илана, тоже была танцовщицей, она ушла из жизни в результате нервной депрессии, выбросившись из окна 19 декабря 2009 года.

## Творчество
Панов был незаурядно одарён: у него гибкая, пластичная, пропорционально сложённая фигура и подвижное, выразительное лицо, высокий, порывистый прыжок и большой шаг. Острохарактерный танцовщик-виртуоз, он выступал и в лирических партиях. В репертуаре танцовщика были разноплановые и сложные роли, особенно удавались ему партии, требующие от исполнителя виртуозного танца и высокого актёрского мастерства.
Как постановщик Панов тяготел к сюжетным балетам.

### Репертуар

#### Малый театр оперы и балета
- Принц Зигфрид, «Лебединое озеро» П. И. Чайковского
- «Корсар» А. Адана
- Солист, Большое классическое па из балета «Пахита», постановка М. Петипа, возобновление в редакции К. Ф. Боярского
- Шах Бахрам, «Семь красавиц» К. Караева, хореография П. А. Гусева
- 1959 — главная партия*, «Баллада о любви» на музыку П. И. Чайковского в оркестровке А. В. Гаука, хореография Ф. В. Лопухова
- 1960 — Дафнис, «Дафнис и Хлоя» на музыку М. Ш. Давиташвили
- 1960 — главная партия*, «Болеро» М. Ш. Давиташвили
- 26 марта 1961 — Петрушка**, «Петрушка» И. Ф. Стравинского, хореография М. М. Фокина, возобновление К. Ф. Боярского
- 1961 — Вадим, «Сильнее любви» А. С. Караманова, хореография В. А. Варковицкого
- 1962 — Орфей, «Орфей» И. Ф. Стравинского, хореография К. Ф. Боярского
- 1962 — Хулиган, «Барышня и хулиган» Д. Д. Шостаковича, хореография К. Ф. Боярского
- Солист, «Классическая симфония» на музыку Первой симфонии С. С. Прокофьева, постановка К. Ф. Боярского
- «Сольвейг» на музыку Э. Грига в музыкальной редакции Б. В. Асафьева и Е. М. Корнблита, хореография Л. В. Якобсона
- «Цветы»
- Д’Артаньян, «Три мушкетёра»

#### Театр оперы и балета им. Кирова
- 1964 — Базиль, «Дон Кихот» Л. Минкуса
- Фрондосо, «Лауренсия» А. А. Крейна, хореография В. М. Чабукиани
- Шут, «Лебединое озеро» П. И. Чайковского, хореография М. Петипа и Л. Иванова в редакции Ф. В. Лопухова
- Голубая Птица, «„Спящая красавица“» П. И. Чайковского, хореография М. Петипа
- Гений вод (Океан), «Конёк-Горбунок» Ц. Пуни, хореография А. А. Горского
- Граф Альберт, «Жизель» А. Адана
- Евгений, «Медный всадник» Р. М. Глиэра, хореография Р. В. Захарова
- Армен, «Гаянэ» А. И. Хачатуряна, хореография Н. А. Анисимовой
- Принц, «Золушка» С. С. Прокофьева, хореография К. М. Сергеева
- Человек, «Далёкая планета» Б. С. Майзеля, хореография К. М. Сергеева
- 1967 — главная партия*, «Страна чудес» И. И. Шварца, хореография Л. В. Якобсона
- 20 марта 1968 — Осман*, «Горянка» М. М. Кажлаева, хореография О. М. Виноградова
- 1970 — Гамлет*, «Гамлет» Н. П. Червинского, хореография К. М. Сергеева
- 1971 — Чёрт*, «Сотворение мира» А. П. Петрова, хореография Н. Касаткиной и В. Василёва

(*) — первый исполнитель партии.
(**) — первый исполнитель партии при возобновлении балета.

### Фильмография
- 1964 — Голубая птица, фильм-балет «Спящая красавица», режиссёры А. И. Дудко и К. М. Сергеев.
- 1968 — Шут, фильм-балет «Лебединое озеро», режиссёры А. И. Дудко и К. М. Сергеев.
- 1970 — Базиль (сцены из балета «Дон Кихот»), «Один из нас», режиссёр Г. И. Полока
- 1986 — доктор Фальк, «Летучая мышь», экранизация оперетты производства США[14]

### Избранные постановки
- 1976 — «Горянка» М. М. Кажлаева (Балет Сан-Франциско)
- 1977 — «Золушка» С. С. Прокофьева (Немецкая опера)
- 1978 — «Идиот» по Ф. М. Достоевскому на музыку Д. Д. Шостаковича (Немецкая опера)
- 1978 — «Весна священная» И. Ф. Стравинского (Немецкая опера)
- 1980 — «Война и мир» по Л. Н. Толстому на музыку П. И. Чайковского (Немецкая опера)
- 1981 — «Шехеразада» Н. А. Римского-Корсакова (Венская опера)
- 1981 — «Петрушка» И. Ф. Стравинского по балету М. М. Фокина (Венская опера)
- 1984 — «Три сестры» по А. П. Чехову на музыку С. В. Рахманинова и А. Озолиньша (Шведский королевский балет, Королевский балет Фландрии и др.)
- 1985 — «Тиль Уленшпигель» Р. Штрауса
- «Времена года» на музыку Вивальди
- «Гамлет» по Шекспиру на музыку Д. Д. Шостаковича (Норвежская опера, Осло)
- «Ромео и Джульетта» С. С. Прокофьева (Королевский балет Фландрии)

### Сочинения
- Valery Panov. То Dance. — New York, 1978.
- Valery Panov, George Feifer. Valery Panov. Ballett, mein Leben. — Belser. — Stuttgart, 1985. — ISBN 3-7630-9038-X.
- В. Панов. Нет больше Бога на Руси. // Театральная жизнь : журнал. — 1991. — № 15.

## Признание и награды
- 12 июня 1970 — Заслуженный артист РСФСР
- 1970 — Государственная премия РСФСР имени М. И. Глинки за исполнение партии Османа в балете О. М. Виноградова «Горянка», ЛАТОБ им. Кирова
- 1979 — международная премия критиков за постановку собственной версии балета «Весна священная»[5]
- 1987 — премия «Золотая тарелка» (Турция) за постановку балета «Идиот»[5]
- Валерий Панов — почётный гражданин восьми городов США, в том числе Нью-Йорка и Сан-Франциско[5]